# Caudalejeunea pluriplicata
Caudalejeunea pluriplicata là một loài Rêu trong họ Lejeuneaceae. Loài này được Udar & U.S. Awasthi & Shaheen mô tả khoa học đầu tiên năm 1982.